# Primera División de Bolivia 1998
La Temporada 1998 fue la 22º de la Liga de Fútbol Profesional Boliviano, también llamada «Ramiro Castillo» en memoria del jugador fallecido. Consistió en 2 torneos: el Apertura bajo el formato de todos contra todos y el Clausura con formato de fase de grupos y hexagonal final. Los ganadores ambos torneos disputaron una final para definir el título de Campeón Nacional.

## Equipos y Estadios
| Posición | Equipo ascendido de la Copa Simón Bolívar 1997 |
| -------- | ---------------------------------------------- |
| 1º       | Real Potosí                                    |

| Posición | Equipo descendido en el Torneo 1997 |
| -------- | ----------------------------------- |
| 12º      | Deportivo Municipal                 |

El número de equipos para la temporada 1998 sigue siendo 12, el mismo que la temporada anterior.
Deportivo Municipal terminó último en la Tabla del Descenso y fue relegado a la Segunda División luego de permanecer por 2 temporadas en Primera División. Fue reemplazado por el campeón de la Copa Simón Bolívar 1997, Real Potosí que retornó a la LFPB.

### Datos de los Equipos
| Equipo                  | Fundación                | Ciudad     | Estadio                 | Capacidad |
| ----------------------- | ------------------------ | ---------- | ----------------------- | --------- |
| Blooming                | 1 de mayo de 1946        | Santa Cruz | Ramón Tahuichi Aguilera | 35.000    |
| Bolívar                 | 12 de abril de 1925      | La Paz     | Hernando Siles          | 42.000    |
| Chaco Petrolero         | 15 de abril de 1944      | La Paz     | Hernando Siles          | 42.000    |
| Destroyers              | 14 de septiembre de 1948 | Santa Cruz | Ramón Tahuichi Aguilera | 35.000    |
| Guabirá                 | 13 de abril de 1962      | Montero    | Gilberto Parada         | 13.000    |
| Independiente Petrolero | 4 de abril de 1932       | Sucre      | Olímpico Patria         | 30.000    |
| Oriente Petrolero       | 5 de noviembre de 1955   | Santa Cruz | Ramón Tahuichi Aguilera | 35.000    |
| Real Potosí             | 1 de abril de 1986       | Potosí     | Víctor Agustín Ugarte   | 30.000    |
| Real Santa Cruz         | 3 de mayo de 1960        | Santa Cruz | Juan Carlos Durán       | 11.000    |
| San José                | 19 de marzo de 1942      | Oruro      | Jesús Bermúdez          | 30.000    |
| The Strongest           | 8 de abril de 1908       | La Paz     | Hernando Siles          | 42.000    |
| Wilstermann             | 24 de noviembre de 1949  | Cochabamba | Félix Capriles          | 32.000    |

## Torneo Apertura

### Tabla de posiciones
| Pos. | Equipos                 | PJ | PG | PE | PP | GF | GC | Dif. | Pts. |
| ---- | ----------------------- | -- | -- | -- | -- | -- | -- | ---- | ---- |
| 1.   | Wilstermann             | 22 | 13 | 6  | 3  | 28 | 11 | 17   | 45   |
| 2.   | The Strongest           | 22 | 13 | 4  | 5  | 50 | 24 | 26   | 43   |
| 3.   | Blooming                | 22 | 11 | 4  | 7  | 36 | 32 | 4    | 37   |
| 4.   | San José                | 22 | 9  | 7  | 6  | 27 | 26 | 1    | 34   |
| 5.   | Oriente Petrolero       | 22 | 10 | 4  | 8  | 32 | 33 | -1   | 34   |
| 6.   | Guabirá                 | 22 | 9  | 6  | 7  | 30 | 34 | -4   | 33   |
| 7.   | Independiente Petrolero | 22 | 9  | 5  | 8  | 29 | 20 | 9    | 32   |
| 8.   | Real Potosí             | 22 | 8  | 5  | 9  | 34 | 38 | -4   | 29   |
| 9.   | Bolívar                 | 22 | 8  | 4  | 10 | 30 | 29 | 1    | 28   |
| 10.  | Real Santa Cruz         | 22 | 5  | 6  | 11 | 18 | 30 | -12  | 21   |
| 11.  | Destroyers              | 22 | 5  | 4  | 13 | 23 | 38 | -15  | 19   |
| 12.  | Chaco Petrolero         | 22 | 3  | 3  | 16 | 21 | 45 | -24  | 12   |

|  | Ganador del Torneo Apertura y clasificado a la Final del Campeonato. |

### Fixture
| Chaco Petrolero   | 0 - 1 | Independiente Petrolero | Hernando Siles          | 28 de febrero | 16:00 |
| Oriente Petrolero | 0 - 0 | Real Santa Cruz         | Ramón Tahuichi Aguilera | 28 de febrero | 18:00 |
| Bolívar           | 3 - 2 | San José                | Hernando Siles          | 1 de marzo    | 16:00 |
| Wilstermann       | 1 - 1 | The Strongest           | Félix Capriles          | 1 de marzo    | 16:00 |
| Guabirá           | 1 - 1 | Blooming                | Gilberto Parada         | 1 de marzo    | 16:00 |
| Real Potosí       | 1 - 1 | Destroyers              | Mario Mercado           | 2 de marzo    | 20:00 |

| The Strongest           | 5 - 0 | Oriente Petrolero | Hernando Siles          | 7 de marzo  | 16:00 |
| Real Santa Cruz         | 3 - 0 | Real Potosí       | Juan Carlos Durán       | 7 de marzo  | 18:00 |
| Destroyers              | 3 - 1 | Chaco Petrolero   | Ramón Tahuichi Aguilera | 7 de marzo  | 18:00 |
| Independiente Petrolero | 1 - 2 | Guabirá           | Olímpico Patria         | 8 de marzo  | 15:30 |
| Blooming                | 2 - 2 | San José          | Ramón Tahuichi Aguilera | 8 de marzo  | 18:00 |
| Bolívar                 | 0 - 1 | Wilstermann       | Hernando Siles          | 25 de marzo | 20:00 |

| Guabirá           | 3 - 1 | Destroyers              | Gilberto Parada         | 14 de marzo | 18:00 |
| San José          | 2 - 0 | Independiente Petrolero | Jesús Bermúdez          | 15 de marzo | 15:30 |
| Real Potosí       | 1 - 2 | The Strongest           | Mario Mercado           | 15 de marzo | 15:30 |
| Chaco Petrolero   | 4 - 2 | Real Santa Cruz         | Hernando Siles          | 15 de marzo | 16:00 |
| Oriente Petrolero | 1 - 2 | Wilstermann             | Ramón Tahuichi Aguilera | 15 de marzo | 18:00 |
| Bolívar           | 1 - 0 | Blooming                | Hernando Siles          | 22 de abril | 20:00 |

| Real Santa Cruz         | 0 - 1 | Guabirá         | Juan Carlos Durán       | 21 de marzo | 18:00 |
| Independiente Petrolero | 3 - 1 | Blooming        | Olímpico Patria         | 22 de marzo | 15:30 |
| Wilstermann             | 3 - 0 | Real Potosí     | Félix Capriles          | 22 de marzo | 16:00 |
| The Strongest           | 3 - 1 | Chaco Petrolero | Hernando Siles          | 22 de marzo | 16:00 |
| Destroyers              | 3 - 0 | San José        | Ramón Tahuichi Aguilera | 22 de marzo | 18:00 |
| Oriente Petrolero       | 1 - 0 | Bolívar         | Ramón Tahuichi Aguilera | 8 de abril  | 20:00 |

| Bolívar           | 0 - 4 | Independiente Petrolero | Hernando Siles          | 28 de marzo | 16:00 |
| Blooming          | 3 - 1 | Destroyers              | Ramón Tahuichi Aguilera | 28 de marzo | 18:00 |
| San José          | 1 - 1 | Real Santa Cruz         | Jesús Bermúdez          | 29 de marzo | 15:30 |
| Chaco Petrolero   | 0 - 1 | Wilstermann             | Hernando Siles          | 29 de marzo | 16:00 |
| Guabirá           | 2 - 1 | The Strongest           | Gilberto Parada         | 29 de marzo | 18:00 |
| Oriente Petrolero | 4 - 1 | Real Potosí             | Ramón Tahuichi Aguilera | 4 de abril  | 18:00 |

| Destroyers        | 1 - 1 | Independiente Petrolero | Ramón Tahuichi Aguilera | 4 de abril  | 20:00 |
| The Strongest     | 2 - 3 | San José                | Hernando Siles          | 5 de abril  | 16:00 |
| Wilstermann       | 1 - 1 | Guabirá                 | Félix Capriles          | 5 de abril  | 16:00 |
| Real Santa Cruz   | 0 - 1 | Blooming                | Juan Carlos Durán       | 5 de abril  | 18:00 |
| Oriente Petrolero | 5 - 3 | Chaco Petrolero         | Ramón Tahuichi Aguilera | 22 de abril | 20:00 |
| Real Potosí       | 1 - 0 | Bolívar                 | Mario Mercado           | 15 de julio | 20:00 |

| San José                | 1 - 1 | Wilstermann       | Jesús Bermúdez          | 11 de abril | 15:30 |
| Guabirá                 | 1 - 0 | Oriente Petrolero | Gilberto Parada         | 11 de abril | 18:00 |
| Independiente Petrolero | 1 - 1 | Real Santa Cruz   | Olímpico Patria         | 12 de abril | 15:30 |
| Bolívar                 | 1 - 0 | Destroyers        | Hernando Siles          | 12 de abril | 16:00 |
| Chaco Petrolero         | 4 - 3 | Real Potosí       | Hernando Siles          | 12 de abril | 18:00 |
| Blooming                | 2 - 0 | The Strongest     | Ramón Tahuichi Aguilera | 12 de abril | 18:00 |

| Real Santa Cruz   | 2 - 2 | Destroyers              | Juan Carlos Durán       | 18 de abril | 18:00 |
| Real Potosí       | 4 - 2 | Guabirá                 | Mario Mercado           | 19 de abril | 15:30 |
| Wilstermann       | 4 - 1 | Blooming                | Félix Capriles          | 19 de abril | 16:00 |
| Chaco Petrolero   | 1 - 4 | Bolívar                 | Hernando Siles          | 19 de abril | 16:00 |
| The Strongest     | 2 - 1 | Independiente Petrolero | Hernando Siles          | 19 de abril | 18:00 |
| Oriente Petrolero | 2 - 1 | San José                | Ramón Tahuichi Aguilera | 19 de abril | 18:00 |

| Destroyers              | 0 - 2 | The Strongest     | Ramón Tahuichi Aguilera | 24 de abril | 20:00 |
| Independiente Petrolero | 0 - 1 | Wilstermann       | Olímpico Patria         | 25 de abril | 15:30 |
| Guabirá                 | 2 - 0 | Chaco Petrolero   | Gilberto Parada         | 25 de abril | 18:00 |
| San José                | 1 - 0 | Real Potosí       | Jesús Bermúdez          | 26 de abril | 15:30 |
| Bolívar                 | 3 - 1 | Real Santa Cruz   | Hernando Siles          | 26 de abril | 16:00 |
| Blooming                | 2 - 3 | Oriente Petrolero | Ramón Tahuichi Aguilera | 26 de abril | 18:00 |

| Independiente Petrolero | 1 - 1 | Real Potosí       | Olímpico Patria         | 2 de mayo  | 15:30 |
| San José                | 2 - 0 | Guabirá           | Jesús Bermúdez          | 2 de mayo  | 15:30 |
| Bolívar                 | 1 - 1 | The Strongest     | Hernando Siles          | 2 de mayo  | 16:00 |
| Blooming                | 3 - 0 | Chaco Petrolero   | Ramón Tahuichi Aguilera | 2 de mayo  | 18:00 |
| Destroyers              | 0 - 0 | Oriente Petrolero | Ramón Tahuichi Aguilera | 2 de mayo  | 20:00 |
| Real Santa Cruz         | 0 - 1 | Wilstermann       | Juan Carlos Durán       | 13 de mayo | 20:00 |

| Chaco Petrolero   | 0 - 0 | San José                | Hernando Siles          | 6 de mayo  | 18:00 |
| The Strongest     | 3 - 0 | Real Santa Cruz         | Hernando Siles          | 6 de mayo  | 20:00 |
| Wilstermann       | 1 - 0 | Destroyers              | Félix Capriles          | 6 de mayo  | 20:00 |
| Real Potosí       | 3 - 3 | Blooming                | Mario Mercado           | 6 de mayo  | 20:00 |
| Oriente Petrolero | 1 - 0 | Independiente Petrolero | Ramón Tahuichi Aguilera | 6 de mayo  | 20:00 |
| Guabirá           | 1 - 4 | Bolívar                 | Gilberto Parada         | 20 de mayo | 20:00 |

| Destroyers              | 4 - 3 | Real Potosí       | Ramón Tahuichi Aguilera | 9 de mayo  | 18:00 |
| Independiente Petrolero | 1 - 0 | Chaco Petrolero   | Olímpico Patria         | 10 de mayo | 15:30 |
| San José                | 3 - 0 | Bolívar           | Jesús Bermúdez          | 10 de mayo | 15:30 |
| The Strongest           | 1 - 0 | Wilstermann       | Hernando Siles          | 10 de mayo | 16:00 |
| Real Santa Cruz         | 0 - 1 | Oriente Petrolero | Juan Carlos Durán       | 10 de mayo | 18:00 |
| Blooming                | 1 - 1 | Guabirá           | Ramón Tahuichi Aguilera | 11 de mayo | 18:00 |

| Guabirá           | 1 - 2 | Independiente Petrolero | Gilberto Parada         | 15 de mayo | 18:00 |
| San José          | 2 - 1 | Blooming                | Jesús Bermúdez          | 17 de mayo | 15:30 |
| Real Potosí       | 4 - 0 | Real Santa Cruz         | Mario Mercado           | 17 de mayo | 15:30 |
| Wilstermann       | 0 - 0 | Bolívar                 | Félix Capriles          | 17 de mayo | 16:00 |
| Chaco Petrolero   | 0 - 1 | Destroyers              | Hernando Siles          | 17 de mayo | 16:00 |
| Oriente Petrolero | 1 - 0 | The Strongest           | Ramón Tahuichi Aguilera | 17 de mayo | 18:00 |

| The Strongest           | 2 - 2 | Real Potosí       | Hernando Siles          | 23 de mayo | 16:00 |
| Wilstermann             | 2 - 1 | Oriente Petrolero | Félix Capriles          | 23 de mayo | 16:00 |
| Real Santa Cruz         | 2 - 0 | Chaco Petrolero   | Juan Carlos Durán       | 23 de mayo | 18:00 |
| Independiente Petrolero | 2 - 0 | San José          | Olímpico Patria         | 24 de mayo | 15:30 |
| Blooming                | 3 - 1 | Bolívar           | Ramón Tahuichi Aguilera | 24 de mayo | 18:00 |
| Destroyers              | 0 - 2 | Guabirá           | Ramón Tahuichi Aguilera | 26 de mayo | 20:00 |

| Chaco Petrolero | 1 - 2 | The Strongest           | Hernando Siles          | 30 de mayo | 16:00 |
| Blooming        | 1 - 0 | Independiente Petrolero | Ramón Tahuichi Aguilera | 30 de mayo | 18:00 |
| San José        | 2 - 0 | Destroyers              | Jesús Bermúdez          | 31 de mayo | 15:30 |
| Real Potosí     | 1 - 0 | Wilstermann             | Mario Mercado           | 31 de mayo | 15:30 |
| Bolívar         | 2 - 2 | Oriente Petrolero       | Hernando Siles          | 31 de mayo | 16:00 |
| Guabirá         | 1 - 2 | Real Santa Cruz         | Gilberto Parada         | 31 de mayo | 18:00 |

| Destroyers              | 1 - 3 | Blooming          | Ramón Tahuichi Aguilera | 6 de junio | 18:00 |
| Independiente Petrolero | 0 - 0 | Bolívar           | Olímpico Patria         | 7 de junio | 15:30 |
| Real Potosí             | 2 - 0 | Oriente Petrolero | Mario Mercado           | 7 de junio | 15:30 |
| Wilstermann             | 3 - 0 | Chaco Petrolero   | Félix Capriles          | 7 de junio | 16:00 |
| The Strongest           | 8 - 1 | Guabirá           | Hernando Siles          | 7 de junio | 16:00 |
| Real Santa Cruz         | 0 - 0 | San José          | Juan Carlos Durán       | 7 de junio | 18:00 |

| Bolívar                 | 5 - 0 | Real Potosí       | Hernando Siles          | 18 de julio | 18:00 |
| Blooming                | 1 - 0 | Real Santa Cruz   | Ramón Tahuichi Aguilera | 18 de julio | 18:00 |
| Independiente Petrolero | 6 - 1 | Destroyers        | Olímpico Patria         | 19 de julio | 15:30 |
| San José                | 2 - 2 | The Strongest     | Jesús Bermúdez          | 19 de julio | 15:30 |
| Chaco Petrolero         | 3 - 3 | Oriente Petrolero | Hernando Siles          | 19 de julio | 16:00 |
| Guabirá                 | 0 - 0 | Wilstermann       | Gilberto Parada         | 19 de julio | 18:00 |

| Real Santa Cruz   | 1 - 1 | Independiente Petrolero | Juan Carlos Durán       | 25 de julio | 18:00 |
| Real Potosí       | 3 - 0 | Chaco Petrolero         | Mario Mercado           | 26 de julio | 15:30 |
| Wilstermann       | 0 - 0 | San José                | Félix Capriles          | 26 de julio | 16:00 |
| The Strongest     | 6 - 1 | Blooming                | Hernando Siles          | 26 de julio | 16:00 |
| Destroyers        | 2 - 1 | Bolívar                 | Ramón Tahuichi Aguilera | 26 de julio | 18:00 |
| Oriente Petrolero | 1 - 3 | Guabirá                 | Ramón Tahuichi Aguilera | 27 de julio | 20:00 |

| Destroyers              | 0 - 1 | Real Santa Cruz   | Ramón Tahuichi Aguilera | 1 de agosto | 18:00 |
| Guabirá                 | 1 - 1 | Real Potosí       | Gilberto Parada         | 1 de agosto | 18:00 |
| Independiente Petrolero | 1 - 0 | The Strongest     | Olímpico Patria         | 2 de agosto | 15:30 |
| San José                | 1 - 0 | Oriente Petrolero | Jesús Bermúdez          | 2 de agosto | 15:30 |
| Bolívar                 | 0 - 2 | Chaco Petrolero   | Hernando Siles          | 2 de agosto | 16:00 |
| Blooming                | 3 - 1 | Wilstermann       | Ramón Tahuichi Aguilera | 2 de agosto | 18:00 |

| Real Santa Cruz   | 1 - 0 | Bolívar                 | Juan Carlos Durán       | 8 de agosto | 18:00 |
| Real Potosí       | 2 - 1 | San José                | Mario Mercado           | 9 de agosto | 15:30 |
| Wilstermann       | 1 - 0 | Independiente Petrolero | Félix Capriles          | 9 de agosto | 16:00 |
| Chaco Petrolero   | 0 - 0 | Guabirá                 | Hernando Siles          | 9 de agosto | 16:00 |
| The Strongest     | 2 - 1 | Destroyers              | Hernando Siles          | 9 de agosto | 18:00 |
| Oriente Petrolero | 2 - 1 | Blooming                | Ramón Tahuichi Aguilera | 9 de agosto | 18:00 |

| Chaco Petrolero   | 0 - 1 | Blooming                | Hernando Siles          | 15 de agosto | 16:00 |
| Oriente Petrolero | 2 - 1 | Destroyers              | Ramón Tahuichi Aguilera | 15 de agosto | 18:00 |
| Real Potosí       | 1 - 0 | Independiente Petrolero | Mario Mercado           | 16 de agosto | 15:30 |
| The Strongest     | 3 - 1 | Bolívar                 | Hernando Siles          | 16 de agosto | 16:00 |
| Guabirá           | 4 - 1 | San José                | Gilberto Parada         | 16 de agosto | 16:00 |
| Wilstermann       | 3 - 0 | Real Santa Cruz         | Félix Capriles          | 17 de agosto | 20:00 |

| Blooming                | 1 - 0 | Real Potosí       | Ramón Tahuichi Aguilera | 22 de agosto | 18:00 |
| Independiente Petrolero | 3 - 2 | Oriente Petrolero | Olímpico Patria         | 23 de agosto | 15:30 |
| San José                | 2 - 1 | Chaco Petrolero   | Jesús Bermúdez          | 23 de agosto | 15:30 |
| Bolívar                 | 3 - 0 | Guabirá           | Hernando Siles          | 23 de agosto | 16:00 |
| Real Santa Cruz         | 1 - 2 | The Strongest     | Juan Carlos Durán       | 23 de agosto | 18:00 |
| Destroyers              | 0 - 1 | Wilstermann       | Ramón Tahuichi Aguilera | 23 de agosto | 18:00 |

## Torneo Clausura

### Fase de grupos

#### Grupo A
| Pos | Equipo            | Pts | PJ | PG | PE | PP | GF | GC | Dif |
| --- | ----------------- | --- | -- | -- | -- | -- | -- | -- | --- |
| 1.  | Real Santa Cruz   | 18  | 12 | 5  | 3  | 4  | 20 | 13 | 7   |
| 2.  | Real Potosí       | 18  | 12 | 5  | 3  | 4  | 20 | 23 | -3  |
| 3.  | San José          | 17  | 12 | 5  | 2  | 5  | 23 | 20 | 3   |
| 4.  | Oriente Petrolero | 16  | 12 | 4  | 4  | 4  | 19 | 18 | 1   |
| 5.  | The Strongest     | 14  | 12 | 4  | 2  | 6  | 23 | 24 | -1  |
| 6.  | Chaco Petrolero   | 11  | 12 | 3  | 2  | 7  | 18 | 31 | -13 |

|  | Clasificados al Hexagonal Final. |

Fixture
| San José        | 5 - 1 | Real Potosí       | Jesús Bermúdez    | 30 de agosto    | 15:00 |
| The Strongest   | 5 - 1 | Oriente Petrolero | Hernando Siles    | 30 de agosto    | 16:00 |
| Real Santa Cruz | 5 - 0 | Chaco Petrolero   | Juan Carlos Durán | 2 de septiembre | 18:00 |

| Oriente Petrolero | 2 - 1 | San José        | Ramón Tahuichi Aguilera | 5 de septiembre | 20:00 |
| Real Potosí       | 3 - 0 | Chaco Petrolero | Mario Mercado           | 6 de septiembre | 15:00 |
| The Strongest     | 4 - 2 | Real Santa Cruz | Hernando Siles          | 6 de septiembre | 16:00 |

| Chaco Petrolero | 1 - 1 | Oriente Petrolero | Hernando Siles    | 9 de septiembre  | 18:00 |
| San José        | 1 - 1 | The Strongest     | Jesús Bermúdez    | 9 de septiembre  | 20:00 |
| Real Santa Cruz | 5 - 0 | Real Potosí       | Juan Carlos Durán | 10 de septiembre | 20:00 |

| Real Potosí | 1 - 1 | Independiente Petrolero | Mario Mercado           | 13 de septiembre | 15:00 |
| Bolívar     | 4 - 1 | The Strongest           | Hernando Siles          | 13 de septiembre | 16:00 |
| Wilstermann | 2 - 1 | San José                | Félix Capriles          | 13 de septiembre | 16:00 |
| Blooming    | 0 - 0 | Oriente Petrolero       | Ramón Tahuichi Aguilera | 13 de septiembre | 18:00 |
| Destroyers  | 1 - 2 | Real Santa Cruz         | Ramón Tahuichi Aguilera | 15 de septiembre | 18:00 |
| Guabirá     | 2 - 1 | Chaco Petrolero         | Gilberto Parada         | 15 de septiembre | 18:00 |

| The Strongest     | 1 - 2 | Chaco Petrolero | Hernando Siles          | 19 de septiembre | 18:00 |
| San José          | 1 - 0 | Real Santa Cruz | Jesús Bermúdez          | 20 de septiembre | 15:00 |
| Oriente Petrolero | 2 - 0 | Real Potosí     | Ramón Tahuichi Aguilera | 20 de septiembre | 18:00 |

| Real Potosí     | 1 - 1 | The Strongest     | Mario Mercado     | 27 de septiembre | 15:00 |
| Chaco Petrolero | 2 - 1 | San José          | Hernando Siles    | 27 de septiembre | 16:00 |
| Real Santa Cruz | 0 - 3 | Oriente Petrolero | Juan Carlos Durán | 29 de septiembre | 18:00 |

| Chaco Petrolero   | 0 - 0 | Real Santa Cruz | Hernando Siles          | 3 de octubre | 16:00 |
| Real Potosí       | 1 - 1 | San José        | Mario Mercado           | 4 de octubre | 15:00 |
| Oriente Petrolero | 2 -3  | The Strongest   | Ramón Tahuichi Aguilera | 4 de octubre | 18:00 |

| Real Santa Cruz | 1 - 0 | The Strongest     | Juan Carlos Durán | 10 de octubre | 18:00 |
| San José        | 4 - 1 | Oriente Petrolero | Jesús Bermúdez    | 11 de octubre | 15:00 |
| Chaco Petrolero | 5 - 6 | Real Potosí       | Hernando Siles    | 11 de octubre | 18:00 |

| The Strongest     | 3 - 4 | San José        | Hernando Siles          | 7 de octubre  | 20:00 |
| Real Potosí       | 2 - 0 | Real Santa Cruz | Mario Mercado           | 14 de octubre | 20:00 |
| Oriente Petrolero | 4 - 0 | Chaco Petrolero | Ramón Tahuichi Aguilera | 22 de octubre | 18:00 |

| Independiente Petrolero | 1 - 0 | Real Potosí | Olímpico Patria         | 18 de octubre | 15:00 |
| San José                | 0 - 1 | Wilstermann | Jesús Bermúdez          | 18 de octubre | 15:00 |
| Chaco Petrolero         | 4 - 2 | Guabirá     | Hernando Siles          | 18 de octubre | 16:00 |
| The Strongest           | 1 - 2 | Bolívar     | Hernando Siles          | 18 de octubre | 18:00 |
| Oriente Petrolero       | 1 - 1 | Blooming    | Ramón Tahuichi Aguilera | 18 de octubre | 18:00 |
| Real Santa Cruz         | 1 - 1 | Destroyers  | Juan Carlos Durán       | 19 de octubre | 18:00 |

| Real Potosí     | 2 - 1 | Oriente Petrolero | Mario Mercado     | 25 de octubre | 15:00 |
| Chaco Petrolero | 1 - 2 | The Strongest     | Hernando Siles    | 25 de octubre | 16:00 |
| Real Santa Cruz | 3 - 0 | San José          | Juan Carlos Durán | 25 de octubre | 18:00 |

| San José          | 4 - 2 | Chaco Petrolero | Jesús Bermúdez          | 28 de octubre | 15:00 |
| The Strongest     | 1 - 3 | Real Potosí     | Hernando Siles          | 28 de octubre | 16:00 |
| Oriente Petrolero | 1 - 1 | Real Santa Cruz | Ramón Tahuichi Aguilera | 28 de octubre | 18:00 |

#### Grupo B
| Pos | Equipo                  | Pts | PJ | PG | PE | PP | GF | GC | Dif |
| --- | ----------------------- | --- | -- | -- | -- | -- | -- | -- | --- |
| 1.  | Blooming                | 26  | 12 | 7  | 5  | 0  | 24 | 10 | 14  |
| 2.  | Independiente Petrolero | 22  | 12 | 6  | 4  | 2  | 23 | 8  | 15  |
| 3.  | Wilstermann             | 20  | 12 | 6  | 2  | 4  | 26 | 15 | 1   |
| 4.  | Bolívar                 | 16  | 12 | 5  | 1  | 6  | 21 | 24 | -3  |
| 5.  | Destroyers              | 11  | 12 | 3  | 2  | 7  | 18 | 31 | -13 |
| 6.  | Guabirá                 | 10  | 12 | 2  | 4  | 6  | 16 | 24 | -8  |

|  | Clasificados al Hexagonal Final. |

Fixture
| Independiente Petrolero | 0 - 1 | Wilstermann | Olímpico Patria         | 29 de agosto | 15:00 |
| Guabirá                 | 2 - 2 | Destroyers  | Gilberto Parada         | 29 de agosto | 18:00 |
| Blooming                | 2 - 1 | Bolívar     | Ramón Tahuichi Aguilera | 30 de agosto | 18:00 |

| Destroyers  | 0 - 1 | Independiente Petrolero | Ramón Tahuichi Aguilera | 4 de septiembre | 20:00 |
| Wilstermann | 1 - 0 | Bolívar                 | Félix Capriles          | 6 de septiembre | 16:00 |
| Guabirá     | 1 - 4 | Blooming                | Gilberto Parada         | 6 de septiembre | 18:00 |

| Independiente Petrolero | 1 - 0 | Guabirá     | Olímpico Patria         | 9 de septiembre | 20:00 |
| Bolívar                 | 4 - 0 | Destroyers  | Hernando Siles          | 9 de septiembre | 20:00 |
| Blooming                | 3 - 1 | Wilstermann | Ramón Tahuichi Aguilera | 9 de septiembre | 20:00 |

| Real Potosí | 1 - 1 | Independiente Petrolero | Mario Mercado           | 13 de septiembre | 15:00 |
| Bolívar     | 4 - 1 | The Strongest           | Hernando Siles          | 13 de septiembre | 16:00 |
| Wilstermann | 2 - 1 | San José                | Félix Capriles          | 13 de septiembre | 16:00 |
| Blooming    | 0 - 0 | Oriente Petrolero       | Ramón Tahuichi Aguilera | 13 de septiembre | 18:00 |
| Destroyers  | 1 - 2 | Real Santa Cruz         | Ramón Tahuichi Aguilera | 15 de septiembre | 18:00 |
| Guabirá     | 2 - 1 | Chaco Petrolero         | Gilberto Parada         | 15 de septiembre | 18:00 |

| Guabirá                 | 3 - 1 | Bolívar     | Gilberto Parada         | 19 de septiembre | 18:00 |
| Independiente Petrolero | 0 - 1 | Blooming    | Olímpico Patria         | 20 de septiembre | 15:00 |
| Destroyers              | 2 - 1 | Wilstermann | Ramón Tahuichi Aguilera | 20 de septiembre | 20:00 |

| Bolívar     | 0 - 5 | Independiente Petrolero | Hernando Siles          | 26 de septiembre | 16:00 |
| Wilstermann | 1 - 1 | Guabirá                 | Félix Capriles          | 27 de septiembre | 16:00 |
| Blooming    | 6 - 1 | Destroyers              | Ramón Tahuichi Aguilera | 30 de septiembre | 18:00 |

| Destroyers  | 3 - 1 | Guabirá                 | Ramón Tahuichi Aguilera | 3 de octubre | 18:00 |
| Bolívar     | 1 - 1 | Blooming                | Hernando Siles          | 4 de octubre | 16:00 |
| Wilstermann | 2 - 2 | Independiente Petrolero | Félix Capriles          | 4 de octubre | 16:00 |

| Independiente Petrolero | 6 - 1 | Destroyers  | Olímpico Patria         | 11 de octubre | 15:00 |
| Bolívar                 | 3 - 1 | Wilstermann | Hernando Siles          | 11 de octubre | 16:00 |
| Blooming                | 1 - 1 | Guabirá     | Ramón Tahuichi Aguilera | 11 de octubre | 18:00 |

| Wilstermann | 0 - 1 | Blooming                | Félix Capriles          | 14 de octubre | 20:00 |
| Guabirá     | 1 - 1 | Independiente Petrolero | Gilberto Parada         | 14 de octubre | 20:00 |
| Destroyers  | 4 - 2 | Bolívar                 | Ramón Tahuichi Aguilera | 22 de octubre | 20:00 |

| Independiente Petrolero | 1 - 0 | Real Potosí | Olímpico Patria         | 18 de octubre | 15:00 |
| San José                | 0 - 1 | Wilstermann | Jesús Bermúdez          | 18 de octubre | 15:00 |
| Chaco Petrolero         | 4 - 2 | Guabirá     | Hernando Siles          | 18 de octubre | 16:00 |
| The Strongest           | 1 - 2 | Bolívar     | Hernando Siles          | 18 de octubre | 18:00 |
| Oriente Petrolero       | 1 - 1 | Blooming    | Ramón Tahuichi Aguilera | 18 de octubre | 18:00 |
| Real Santa Cruz         | 1 - 1 | Destroyers  | Juan Carlos Durán       | 19 de octubre | 18:00 |

| Blooming    | 1 - 1 | Independiente Petrolero | Ramón Tahuichi Aguilera | 23 de octubre | 20:00 |
| Bolívar     | 3 - 1 | Guabirá                 | Hernando Siles          | 25 de octubre | 20:00 |
| Wilstermann | 2 - 1 | Destroyers              | Félix Capriles          | 25 de octubre | 20:00 |

| Destroyers              | 2 - 3 | Blooming    | Ramón Tahuichi Aguilera | 27 de octubre | 18:00 |
| Independiente Petrolero | 4 - 0 | Bolívar     | Olímpico Patria         | 28 de octubre | 15:00 |
| Guabirá                 | 1 - 2 | Wilstermann | Gilberto Parada         | 28 de octubre | 18:00 |

### Hexagonal Final

#### Tabla de posiciones
| Pos | Equipo                  | Pts | PJ | G | E | P | GF | GC | Dif |
| --- | ----------------------- | --- | -- | - | - | - | -- | -- | --- |
| 1º  | Blooming                | 23  | 10 | 7 | 2 | 1 | 16 | 7  | 9   |
| 2º  | Wilstermann             | 19  | 10 | 6 | 1 | 3 | 19 | 13 | 6   |
| 3º  | San José                | 14  | 10 | 4 | 2 | 4 | 16 | 13 | 3   |
| 4º  | Independiente Petrolero | 13  | 10 | 4 | 1 | 5 | 13 | 13 | 0   |
| 5º  | Real Potosí             | 11  | 10 | 3 | 2 | 5 | 20 | 20 | 0   |
| 6º  | Real Santa Cruz         | 5   | 10 | 1 | 2 | 7 | 6  | 24 | -18 |

|  | Ganador del Hexagonal Final y Clasificado a la Final del Campeonato. |

#### Fixture
| Real Potosí | 5 - 4 | Wilstermann             | Mario Mercado           | 1 de noviembre | 15:30 |
| San José    | 2 - 0 | Real Santa Cruz         | Jesús Bermúdez          | 1 de noviembre | 15:30 |
| Blooming    | 3 - 1 | Independiente Petrolero | Ramón Tahuichi Aguilera | 1 de noviembre | 18:00 |

| Blooming                | 1 - 0 | San José        | Ramón Tahuichi Aguilera | 4 de noviembre | 20:00 |
| Independiente Petrolero | 2 - 0 | Real Potosí     | Olímpico Patria         | 4 de noviembre | 20:00 |
| Wilstermann             | 3 - 0 | Real Santa Cruz | Félix Capriles          | 4 de noviembre | 20:00 |

| Real Potosí     | 0 - 0 | Blooming                | Mario Mercado     | 8 de noviembre | 15:30 |
| San José        | 3 - 0 | Wilstermann             | Jesús Bermúdez    | 8 de noviembre | 15:30 |
| Real Santa Cruz | 1 - 0 | Independiente Petrolero | Juan Carlos Durán | 8 de noviembre | 18:00 |

| Independiente Petrolero | 1 - 1 | Wilstermann     | Olímpico Patria         | 11 de noviembre | 20:00 |
| Real Potosí             | 2 - 0 | San José        | Mario Mercado           | 11 de noviembre | 20:00 |
| Blooming                | 2 - 0 | Real Santa Cruz | Ramón Tahuichi Aguilera | 11 de noviembre | 20:00 |

| San José        | 2 - 0 | Independiente Petrolero | Jesús Bermúdez    | 15 de noviembre | 15:30 |
| Wilstermann     | 2 - 1 | Blooming                | Félix Capriles    | 15 de noviembre | 16:00 |
| Real Santa Cruz | 1 - 1 | Real Potosí             | Juan Carlos Durán | 15 de noviembre | 18:00 |

| Independiente Petrolero | 1 - 2 | Blooming    | Olímpico Patria   | 22 de noviembre | 15:30 |
| Wilstermann             | 2 - 0 | Real Potosí | Félix Capriles    | 22 de noviembre | 16:00 |
| Real Santa Cruz         | 2 - 2 | San José    | Juan Carlos Durán | 22 de noviembre | 18:00 |

| Real Potosí     | 1 - 2 | Independiente Petrolero | Mario Mercado     | 25 de noviembre | 20:00 |
| San José        | 1 - 1 | Blooming                | Jesús Bermúdez    | 25 de noviembre | 20:00 |
| Real Santa Cruz | 0 - 2 | Wilstermann             | Juan Carlos Durán | 25 de noviembre | 20:00 |

| Independiente Petrolero | 4 - 1 | Real Santa Cruz | Olímpico Patria         | 29 de noviembre | 16:00 |
| Wilstermann             | 3 - 1 | San José        | Félix Capriles          | 29 de noviembre | 16:00 |
| Blooming                | 3 - 2 | Real Potosí     | Ramón Tahuichi Aguilera | 29 de noviembre | 18:00 |

| Real Santa Cruz | 0 - 2 | Blooming                | Juan Carlos Durán | 2 de diciembre | 20:00 |
| San José        | 5 - 3 | Real Potosí             | Jesús Bermúdez    | 2 de diciembre | 20:00 |
| Wilstermann     | 2 - 1 | Independiente Petrolero | Félix Capriles    | 2 de diciembre | 20:00 |

| Independiente Petrolero | 1 - 0 | San José        | Olímpico Patria         | 6 de diciembre | 16:00 |
| Real Potosí             | 6 - 1 | Real Santa Cruz | Mario Mercado           | 6 de diciembre | 16:00 |
| Blooming                | 1 - 0 | Wilstermann     | Ramón Tahuichi Aguilera | 6 de diciembre | 18:00 |

## Final del Campeonato
Los equipos de Blooming y Wilstermann disputaron partidos de ida y vuelta en los cuales la diferencia de goles no contaba, si empataban en puntos debieron definir en un partido extra y de prolongar la igualdad definirían por lanzamientos desde el punto penal.
| 9 de diciembre de 1998, 20:00 (UTC-4) | Blooming                                         | 3:0 (1:0) | Wilstermann | Estadio Ramón Tahuichi Aguilera, Santa Cruz de la Sierra |  |
|                                       | Martín Menacho 23' 63' · Rubén Tufiño 80' (pen.) | Reporte   |             |                                                          |  |

| 13 de diciembre de 1998, 16:00 (UTC-4) | Wilstermann | 0:1 (0:0) | Blooming         | Estadio Félix Capriles, Cochabamba |  |
|                                        |             | Reporte   | 87' Mauro Blanco |                                    |  |

## Campeón
|                            |
| Blooming 2º Título Liguero |

## Sistema de Descenso
Para definir los descensos y ascensos se realizó una tabla sumatoria de todo el año, dando los siguientes resultados:
| Pos | Equipo                  | PJ | PG | PE | PP | GF | GC | Dif | Pts |
| --- | ----------------------- | -- | -- | -- | -- | -- | -- | --- | --- |
| 1º  | Wilstermann             | 34 | 19 | 8  | 7  | 44 | 26 | 18  | 65  |
| 2º  | Blooming                | 34 | 18 | 9  | 7  | 60 | 42 | 18  | 63  |
| 3º  | The Strongest           | 34 | 17 | 6  | 11 | 73 | 48 | 25  | 57  |
| 4º  | Independiente Petrolero | 34 | 15 | 9  | 10 | 52 | 28 | 24  | 54  |
| 5º  | San José                | 34 | 14 | 9  | 11 | 52 | 46 | 6   | 51  |
| 6º  | Oriente Petrolero       | 34 | 14 | 8  | 12 | 51 | 51 | 0   | 50  |
| 7º  | Real Potosí             | 34 | 13 | 8  | 13 | 54 | 61 | -7  | 47  |
| 8º  | Bolívar                 | 34 | 13 | 5  | 16 | 51 | 53 | -2  | 44  |
| 9º  | Guabirá                 | 34 | 11 | 10 | 13 | 46 | 58 | -12 | 43  |
| 10º | Real Santa Cruz         | 34 | 10 | 9  | 15 | 38 | 43 | -5  | 39  |
| 11º | Destroyers              | 34 | 8  | 6  | 20 | 48 | 69 | -21 | 30  |
| 12º | Chaco Petrolero         | 34 | 6  | 5  | 23 | 39 | 76 | -37 | 23  |

Pts = Puntos; PJ = Partidos Jugados; G = Partidos Ganados; E = Partidos Empatados; P = Partidos Perdidos; GF = Goles Anotados; GC = Goles Recibidos; Dif = Diferencia de gol
|  | Descenso Indirecto: Partidos de Promoción contra Atlético Pompeya (Subcampeón de la Copa Simón Bolívar 1998). |
|  | Descenso Directo: Reemplazado por Unión Central (Campeón de la Copa Simón Bolívar 1998)                       |

### Serie Ascenso - Descenso Indirecto
| Club             | Ida (Trinidad) | Vuelta (Santa Cruz) |
| ---------------- | -------------- | ------------------- |
| Atlético Pompeya | 1              | 0                   |
| Destroyers       | 0              | 4                   |

|  | Destroyers: permanece en 1ª División. |